# Assemblaggio cruciale
Assemblaggio cruciale (Critical Assembly) è un film per la televisione del 2003 diretto da Eric Laneuville.

## Trama
Due studenti universitari costruiscono un dispositivo nucleare, che viene rubato da un loro compagno. Quando l'ordigno finisce nelle mani di un gruppo di terroristi, ai due studenti non resta che collaborare con l'FBI in una corsa contro il tempo per fermare i criminali.